# Passiflora bryonioides
Passiflora bryonioides Kunth – gatunek rośliny z rodziny męczennicowatych (Passifloraceae Juss. ex Kunth in Humb.). Występuje naturalnie w Stanach Zjednoczonych (w stanie Arizona) oraz Meksyku. 

## Morfologia
PokrójZielne, owłosione liany zrzucające liście.
Liście5-klapowane, rozwarte lub ostrokątne u podstawy. Mają 2,5–10 cm długości oraz 4–11,5 cm szerokości. Ząbkowane, z tępym lub ostrym wierzchołkiem. Ogonek liściowy jest owłosiony i ma długość 20–65 mm. Przylistki są prawie nerkowate, mają 4–13 mm długości.
KwiatyPojedyncze. Działki kielicha są owalnie lancetowate, białawe lub zielonożółtawe, mają 1,3–2 cm długości. Płatki są podłużnie lancetowate, białe, mają 0,6–1,3 cm długości. Przykoronek ułożony jest w 1–2 rzędach, purpurowo-biały, ma 4–12 mm długości.
OwoceSą jajowatego lub elipsoidalnego kształtu. Mają 3,5–4,5 cm długości i 2–2,5 cm średnicy.

## Biologia i ekologia
Występuje na skałach oraz wśród roślinności krzewiastej na wysokości 1100–2500 m n.p.m.